# Papp József András
Papp József András (Kolozsvár, 1916. november 30. –) erdélyi magyar közgazdász, szakíró.

## Életútja
Középiskoláit a kolozsvári Felsőkereskedelmi Iskola magyar tagozatán végezte (1935), 1940 után a Ferenc József Tudományegyetem Közgazdasági Karának hallgatója. Tanulmányait kényszerű megszakítás után 1957–64 között fejezi be a Babeș-Bolyai Egyetemen 1964-ben szerzett jogi diplomával.
1935–44 között tisztviselő a kolozsvári Noris villamossági társaságnál, 1945-től nyugalomba vonulásáig (1977) a Metalul Roșu gépgyárban a terv-, majd árosztály vezetője, 1966-tól gazdasági igazgató, illetve aligazgató.

## Munkássága
Első cikkét – szakmájába vágó témáról – 1971-ben a kolozsvári Igazságban közölte. Közgazdasági ismeretterjesztő és szakcikkeinek legnagyobb része a Korunk (1978–83) és A Hét (1975–83) hasábjain jelent meg, de közölt a TETT-ben, a Művelődésben, a Munkáséletben és az Új Életben is. A Hét hasábjain sorozatban ismertette a közgazdasági Nobel-díjasokat (Herbert Simon, Lawrence R. Klein, Keynes-Friedman-Tobin), a Korunkban Nobel-díjas közgazdászok könyveit (Paul Samuelson, Wassily Leontief, Jan Tinbergen); foglalkozott marketing-problémákkal is. Hozzászólt a romániai magyar könyvkiadás problémáihoz (Korunk 1979/5), tanulmányt közölt Bethlen Gábor gazdaságpolitikájáról (Korunk, 1980/4).